# 康有为墓原址
康有为墓原址位于中国山东省青岛市李沧区枣儿山，为清末民初政治人物康有为最初的下葬地点。其原墓“文革”期间被毁，“文革”后迁葬至崂山区大麦岛北山。康有为墓原址现为青岛市文物保护单位。

## 历史

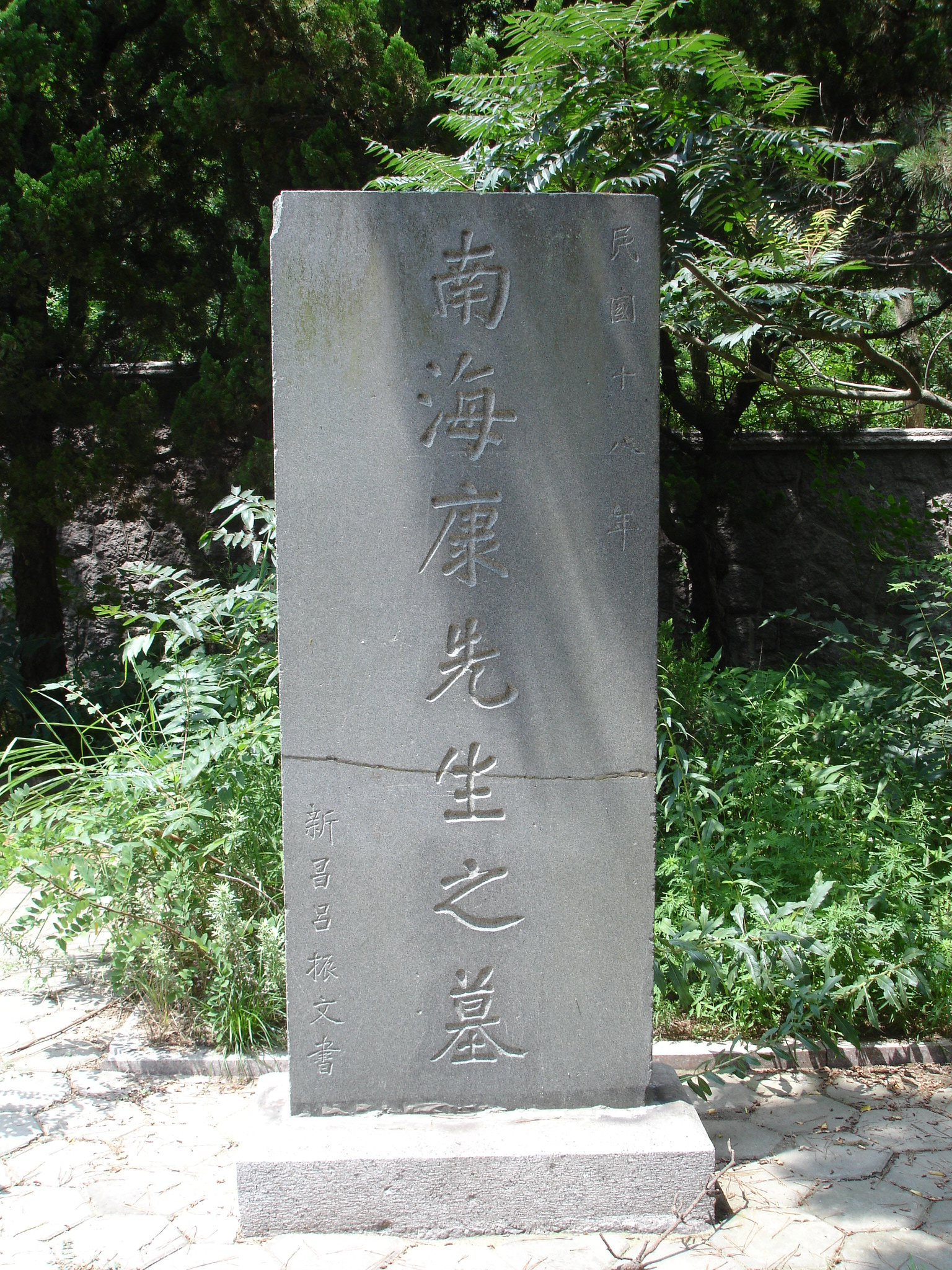
位于康有为墓现址一侧的原墓碑

1924年春，康有为在青岛市郊李村附近的枣儿山（又称象耳山）购得一块地备作墓地。1927年3月31日，康有为病逝于青岛。其家人原拟将其安葬于故乡广东南海，后于同年农历三月初一暂厝枣儿山寿堂。1943年10月20日正式下葬于枣儿山墓地。据康有为二女康同璧称，康有为逝世后不久夭折的幼女康同令葬于墓穴中西南角。
康有为原墓占地面积2市亩，封土直径4米，高3米，其后为半圆形花岗岩砌挡水墙，高1.5米。墓穴为砖混结构，面积15平方米，墓面西向，墓前植有松树八株。墓碑用黑色花岗岩雕成，高2.22米。碑面镌“南海康先生之墓”，碑阴刻墓志铭，由康有为弟子吕振文撰写，立于1929年。
1949年后，康有为墓由青岛市文化古物管理委员会维护。1956年，青岛市人民政府拨款修缮康有为墓，并种植松柏60株。康同壁曾于1956年、1962年赴青扫墓。“文革”时期1966年8月，青岛五中（今青岛五十八中）红卫兵试图拉倒李村仙姑塔未果，转而去枣儿山将康有为墓掘开，焚烧其尸骨后在李村将其头骨游街示众。青岛市博物馆研究员王集钦（其外祖母及其母一家曾在康有为“天游园”做仆役）提议将头骨及遗物移至博物馆作为“造反有理”实物展览展品，展览后借机将其秘密保存。其墓碑被附近驻军取走作为铺路石，后来也被政府部门接收置于青岛市图书馆院内（当时与市博物馆同位于红万字会旧址）。
“文革”结束后，青岛市人民政府计划重修康有为墓，但其墓原址已成马路，遂经康有为后人同意，将新墓选址于浮山西南麓的大麦岛北山（又称茅岭）。1984年5月20日，康有为遗骨及遗物经清点由青岛市文物管理委员会保管。1985年10月27日，康有为遗骨正式迁葬新址。原墓碑置于新墓一旁。1987年春，李村河西村一村民发现一块小石碑，正面刻有“清授光禄大夫弼德院副院长康公有为府君圹志。男同篯、同凝，女同薇、同璧、同复、同环、同倓、同令。丁卯三月朔日沥石”，据鉴定为康有为临时安葬时其家属所立，原置于旧墓地，旧墓被毁时遗弃。此碑后收藏于康有为纪念馆。
2002年8月12日，康有为墓原址列入李沧区文物保护单位。2017年，李沧区政府将枣儿山辟为枣山公园，并修葺康有为墓原址，新设康有为文化广场、国学文化基地等。2018年2月12日列入第十批青岛市文物保护单位。